# Benito Raman
Benito Raman (ur. 7 listopada 1994 w Gandawie) – belgijski piłkarz hiszpańskiego pochodzenia grający na pozycji napastnika w tureckim klubie Samsunspor. W 2019 roku zaliczył pojedynczy występ w reprezentacji swojego kraju. 

## Kariera piłkarska

### Kariera juniorska
Benito Raman karierę piłkarską rozpoczął w 1998 roku w juniorach Cercle Melle. Pół roku później przeszedł do juniorów SK Munkzwalm, w których grał do 2002 roku, a w latach 2002–2011 reprezentował barwy juniorów KAA Gent.

### Kariera w Belgii
Benito Raman w 2011 roku, po 8 latach gry w drużynach juniorskich KAA Gent podpisał profesjonalny kontrakt. Debiut w pierwszym zespole zaliczył 11 września 2011 roku w wygranym 1:3 meczu wyjazdowym z SV Zulte Waregem, w którym w 91. minucie zastąpił Tima Smoldersa. W lutym 2012 roku zdecydował na pozostanie w klubie mimo doniesień o zainteresowaniach ze strony włoskiego Interu Mediolan, angielskiego Aston Villi, niemieckiego TSG 1899 Hoffenheim oraz FC Brugge.
Podczas pobytu w klubie w latach 2011–2016 zdobył w sezonie 2014/2015 mistrzostwo Belgii, Superpuchar Belgii 2015 oraz zajął 3. miejsce w Eerste klasse A w sezonie 2015/2016, a także grał w ramach wypożyczenia w klubach: AC Beerschot (2013), KV Kortrijk (2013–2014) oraz w Sint-Truidense VV (2016).
27 lipca 2016 roku podpisał czteroletni kontrakt ze Standardem Liège.

### Kariera w Niemczech
31 sierpnia 2017 roku podpisał kontkrakt z niemieckim klubem 2. Bundesligi – Fortuną Düsseldorf do końca 2018 roku, z którą w sezonie 2017/2018 wygrał rozgrywki ligowe i tym samym awansował do Bundesligi.
W styczniu 2018 roku wypożyczenie zostało przedłużone do końca lata 2019 roku, natomiast w marcu 2018 roku Fortuna Düsseldorf ogłosiła podpisała stałą umowę z zawodnikiem do 2022 roku za opłatą w wysokości około 1 500 000 euro.
5 lipca 2019 roku podpisał 5-letni konktrakt z Schalke Gelsenkirchen za kwotę około 6 500 000 euro.

## Kariera reprezentacyjna
Benito Raman występował w reprezentacji Belgii w pięciu kategoriach wiekowych: U-15 (2009 – 7 meczów, 6 goli), U-17 (2009–2010 – 20 meczów, 6 goli), U-18 (2011 – 2 mecze), U-19 (2012 – 1 mecz) oraz U-21 (2014–2016 – 5 meczów, 1 gol), w której debiut zaliczył 12 listopada 2014 roku na Estadio Municipal da Malata w Ferrol w wygranym 1:4 meczu towarzyskim z reprezentacją Hiszpanii U-21, w którym w 33. minucie zastąpił Ibrahimę Cissé, a w 75. minucie strzelił gola z dystansu, ustalając wynik na 1:4.
9 września 2019 roku zadebiutował w seniorskiej reprezentacji Belgii, kiedy to Czerwone Diabły rozegrały mecz z reprezentacją Szkocji w ramach eliminacji mistrzostw Europy 2020 na Hampden Park w Glasgow. Mecz zakończył się zwycięstwem Czerwonych Diabłów 0:4, a Raman wszedł na boisko w 90. minucie, zastępując Thomasa Meuniera.

## Statystyki

### Klubowe
(aktualne na dzień 6 marca 2021)
| Klub                     | Sezon              | Liga               | Liga  | Liga | Puchar | Puchar | Kontynentalne | Kontynentalne | Inne  | Inne | Łącznie | Łącznie |
| Klub                     | Sezon              | Liga               | Mecze | Gole | Mecze  | Gole   | Mecze         | Gole          | Mecze | Gole | Mecze   | Gole    |
| ------------------------ | ------------------ | ------------------ | ----- | ---- | ------ | ------ | ------------- | ------------- | ----- | ---- | ------- | ------- |
| KAA Gent                 | 2011/2012          | Eerste klasse A    | 7     | 0    | 0      | 0      | —             | —             | —     | —    | 7       | 0       |
| KAA Gent                 | 2012/2013          | Eerste klasse A    | 4     | 0    | 1      | 1      | 1             | 0             | —     | —    | 6       | 1       |
| KAA Gent                 | 2014/2015          | Eerste klasse A    | 31    | 8    | 4      | 1      | —             | —             | —     | —    | 35      | 9       |
| KAA Gent                 | 2015/2016          | Eerste klasse A    | 13    | 3    | 2      | 2      | 4             | 0             | 1     | 0    | 20      | 5       |
| Łącznie                  | Łącznie            | Łącznie            | 55    | 11   | 7      | 4      | 5             | 0             | 1     | 0    | 68      | 15      |
| AC Beerschot (wyp.)      | 2012/2013          | Eerste klasse A    | 11    | 5    | 0      | 0      | —             | —             | —     | —    | 11      | 5       |
| Łącznie                  | Łącznie            | Łącznie            | 11    | 5    | 0      | 0      | —             | —             | —     | —    | 11      | 5       |
| KV Kortrijk (wyp.)       | 2013/2014          | Eerste klasse A    | 30    | 4    | 3      | 1      | —             | —             | —     | —    | 33      | 5       |
| Łącznie                  | Łącznie            | Łącznie            | 30    | 4    | 3      | 1      | —             | —             | —     | —    | 33      | 5       |
| VV Sint-Truidense (wyp.) | 2015/2016          | Eerste klasse A    | 10    | 1    | 0      | 0      | —             | —             | —     | —    | 10      | 1       |
| Łącznie                  | Łącznie            | Łącznie            | 10    | 1    | 0      | 0      | —             | —             | —     | —    | 10      | 1       |
| Standard Liège           | 2016/2017          | Eerste klasse A    | 21    | 4    | 1      | 1      | 5             | 1             | 4     | 0    | 31      | 6       |
| Standard Liège           | 2017/2018          | Eerste klasse A    | 1     | 0    | 0      | 0      | —             | —             | —     | —    | 1       | 0       |
| Łącznie                  | Łącznie            | Łącznie            | 22    | 4    | 1      | 1      | 5             | 1             | 4     | 0    | 32      | 6       |
| Fortuna Düsseldorf       | 2017/2018          | 2. Bundesliga      | 28    | 10   | 1      | 0      | —             | —             | —     | —    | 29      | 10      |
| Fortuna Düsseldorf       | 2018/2019          | Bundesliga         | 30    | 10   | 2      | 1      | —             | —             | —     | —    | 32      | 11      |
| Łącznie                  | Łącznie            | Łącznie            | 58    | 20   | 3      | 1      | —             | —             | —     | —    | 61      | 21      |
| Schalke Gelsenkirchen    | 2019/2020          | Bundesliga         | 25    | 4    | 3      | 3      | —             | —             | —     | —    | 28      | 7       |
| Schalke Gelsenkirchen    | 2020/2021          | Bundesliga         | 18    | 2    | 2      | 3      | —             | —             | —     | —    | 20      | 5       |
| Łącznie                  | Łącznie            | Łącznie            | 43    | 6    | 5      | 6      | —             | —             | —     | —    | 48      | 12      |
| Łącznie w karierze       | Łącznie w karierze | Łącznie w karierze | 229   | 51   | 19     | 13     | 10            | 1             | 5     | 0    | 263     | 65      |

### Reprezentacyjne
(aktualne na dzień 6 marca 2021)
| Reprezentacja | Rok     | Mecze | Gole |
| ------------- | ------- | ----- | ---- |
| Belgia U-21   | 2014    | 2     | 1    |
| Belgia U-21   | 2015    | 2     | 0    |
| Belgia U-21   | 2016    | 1     | 0    |
| Łącznie       | Łącznie | 5     | 1    |
| Belgia        | 2019    | 1     | 0    |
| Łącznie       | Łącznie | 1     | 0    |

| Mecze w reprezentacji | Mecze w reprezentacji | Mecze w reprezentacji | Mecze w reprezentacji | Mecze w reprezentacji | Mecze w reprezentacji | Mecze w reprezentacji | Mecze w reprezentacji |
| Lp.                   | Data                  | Miasto                | Przeciwnik            | Gol                   | Wynik                 | Rozgrywki             | Uwagi                 |
| Belgia U-21           | Belgia U-21           | Belgia U-21           | Belgia U-21           | Belgia U-21           | Belgia U-21           | Belgia U-21           | Belgia U-21           |
| --------------------- | --------------------- | --------------------- | --------------------- | --------------------- | --------------------- | --------------------- | --------------------- |
| 1.                    | 12.11.2014            | Ferrol                | Hiszpania U-21        | Gol                   | 4:1                   | Towarzyski            | od 33'                |
| 2.                    | 17.11.2014            | Heverlee              | Norwegia U-21         |                       | 4:0                   | Towarzyski            | do 62'                |
| 3.                    | 04.09.2015            | Jełgawa               | Łotwa U-21            |                       | 2:0                   | El. Euro U-21 2017    | od 6'                 |
| 4.                    | 09.10.2015            | Heverlee              | Malta U-21            |                       | 2:0                   | El. Euro U-21 2017    | 90'                   |
| 5.                    | 23.03.2016            | Kiszyniów             | Mołdawia U-21         |                       | 2:0                   | El. Euro U-21 2017    | do 61'                |
| Belgia                |                       |                       |                       |                       |                       |                       |                       |
| 1.                    | 09.09.2019            | Glasgow               | Szkocja               |                       | 4:0                   | El. Euro 2020         | od 90'                |

## Sukcesy
KAA Gent
- Mistrzostwo Belgii: 2015
- 3. miejsce w Eerste klasse A: 2016
- Superpuchar Belgii: 2015

Fortuna Düsseldorf
- Awans do Bundesligi: 2018